# Funaria pulchra
Funaria pulchra är en bladmossart som beskrevs av Hugh Neville Dixon och Potier de la Varde 1927. Funaria pulchra ingår i släktet spåmossor, och familjen Funariaceae. Inga underarter finns listade i Catalogue of Life.